# ٹ
ٹ – litera rozszerzonego alfabetu arabskiego, wykorzystywana w językach: urdu, pendżabskim, kaszmirskim i beludżi. Używana jest do oznaczenia dźwięku [ʈ], tj. spółgłoski zwartej z retrofleksją bezdźwięcznej.

## Postacie litery
| Postać: | izolowana | końcowa | środkowa | początkowa |
| ------- | --------- | ------- | -------- | ---------- |
| Wygląd: | ٹ‬         | ـٹ‬      | ـٹـ‬      | ٹـ‬         |

## Kodowanie
| Znak                   | ٹ                  | ٹ                  |
| ---------------------- | ------------------ | ------------------ |
| Nazwa w Unikodzie      | Arabic Letter Tteh | Arabic Letter Tteh |
| Kodowanie              | dziesiątkowo       | szesnastkowo       |
| Unicode                | 1657               | U+0679             |
| UTF-8                  | 217 185            | d9 b9              |
| Odwołania znakowe SGML | &#1657;            | &#x0679;           |